# Aeropuerto de Abéché
El Aeropuerto de Abéché (IATA: AEH, OACI: FTTC) es un aeropuerto que atiende a Abéché, la cuarta mayor ciudad de Chad.

## Aerolíneas y destinos
| Aerolíneas       | Destinos |
| ---------------- | -------- |
| Toumaï Air Tchad | Yamena   |